# شجعان (فلم)
شجعان (بالإنجليزية: Courageous) هو فيلم درامي مسيحي مستقل أمريكي لعام 2011 من إخراج أليكس كندريك وكتابة أليكس مع أخيه ستيفن كندريك. 

## الممثلين
- كين بيفيل

- ريني جويل

- كيفن داونز

- روبرت أمايا

- إليانور براون

## روابط خارجية
- مقالات تستعمل روابط فنية بلا صلة مع ويكي بيانات